# Radovan Fořt
Radovan Fořt (* 14. února 1965 Ústí nad Labem) je bývalý český reprezentant v cyklokrosu, silniční cyklistice a na horských kolech. Závodil za kluby Spartak Ústí nad Labem, RH Hradec Králové, RH Plzeň, SKP Duha Lanškroun. V roce 1982 získal 3. místo na MS juniorů v cyklokrosu. V roce 1986 se účastnil Závodu míru. V roce 1996 startoval na premiéře MTB na LOH v Atlantě a obsadil 24. místo, což bylo nejlepší olympijské umístění českých bikerů až do roku 2004, kdy jej překonal Radim Kořínek. V současnosti provozuje v Lanškrouně prodejnu Cyklo Fořt (od roku 2005).